# Václav Hájek z Libočan

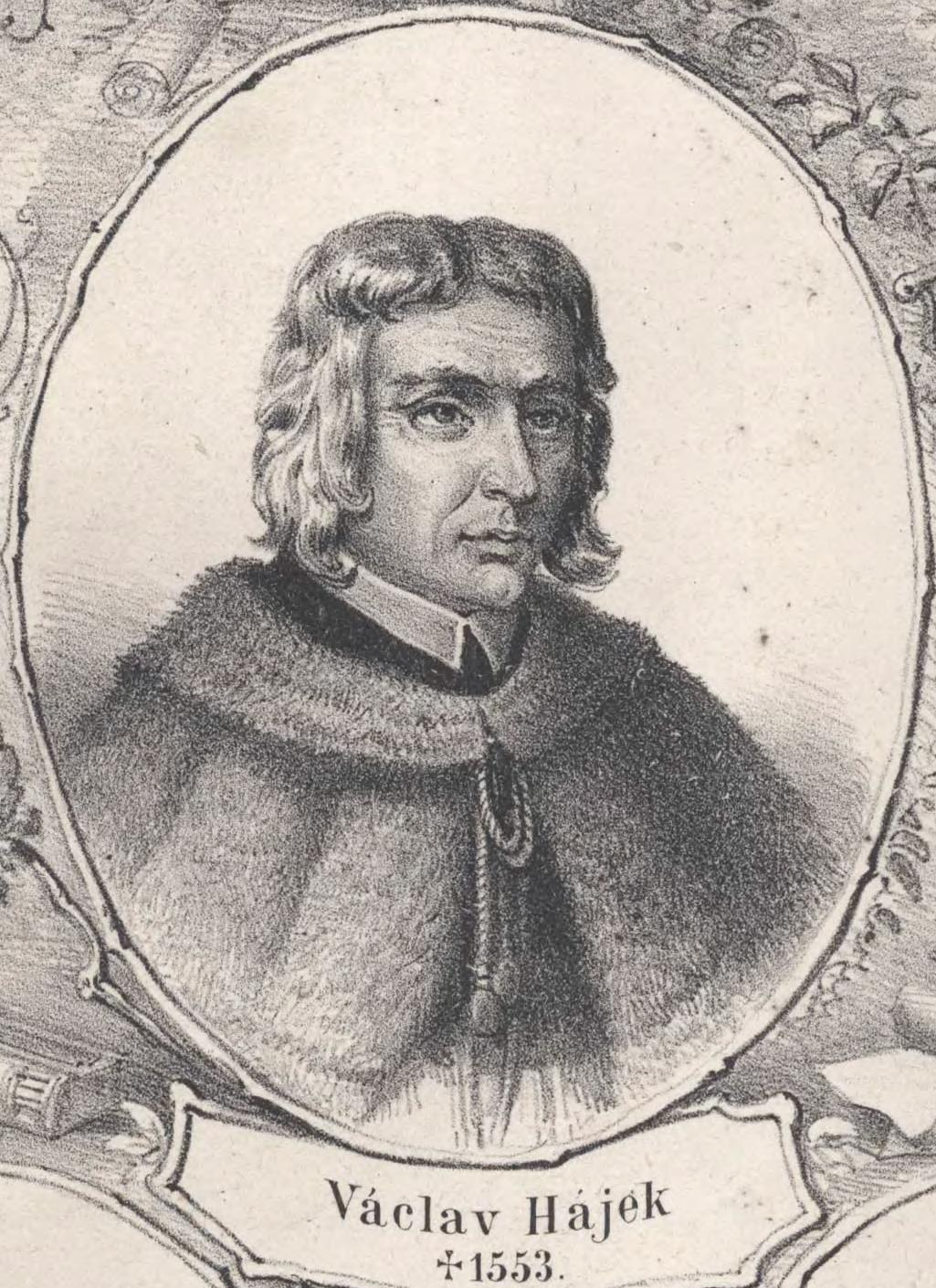
Václav Hájek z Libočan

Václav Hájek z Libočan, död 18 mars 1553 i Prag, var en tjeckisk historieskrivare.
Hájek z Libočan blev domprost på slottet Karlstein 1527. Han ägnade sig sedermera i Prag åt historieforskning och skrev bland annat Kronika česká (fullbordad 1541, tryckt 1819; översatt till tyska 1596, 1697, 1748, och, delvis, till latin, 1782). Dess vetenskapliga värde är ej synnerligen stort, men det okritiskt samlade materialets rikedom och den lätta stilen gjorde den mycket populär.